# Karaman (ort i Kazakstan)
Karaman (ryska: Караман, kazakiska: Qarasū) är en ort i Kazakstan.   Den ligger i oblystet Qostanaj, i den centrala delen av landet, 400 km väster om huvudstaden Astana. Karaman ligger 206 meter över havet och antalet invånare är 3 220.
Terrängen runt Karaman är mycket platt. Runt Karaman är det mycket glesbefolkat, med 4 invånare per kvadratkilometer. Det finns inga andra samhällen i närheten. Trakten runt Karaman består i huvudsak av gräsmarker.